# Résolution 816 du Conseil de sécurité des Nations unies
Membres permanents
- Chine
- États-Unis
- France
- Royaume-Uni
- Russie

Membres non permanents
- Brésil
- Cap-Vert
- Djibouti
- Espagne
- Hongrie
- Japon
- Maroc
- Nouvelle-Zélande
- Pakistan
- Venezuela

Résolution no 815 Résolution no 817
La résolution 816 du Conseil de sécurité des Nations unies, adoptée le 31 mars 1993, après avoir réaffirmé les résolutions 781 (1992), 786 (1992) concernant l'interdiction des vols militaires au-dessus de al Bosnie-Herzégovine et reconnu la situation actuelle dans la région, a, en vertu du Chapitre VII de la Charte des Nations unies, étendu l'interdiction aux vols de tous les aéronefs à voilure fixe et tournante au-dessus du pays et à utiliser toutes les mesures nécessaires pour garantir le respect de cette interdiction.
Le Conseil de sécurité a ensuite noté que cette interdiction ne s'appliquait pas aux vols destinés à être utilisés par la Force de protection des Nations unies (FORPRONU) ou pour des raisons humanitaires. Il a également demandé à la FORPRONU de continuer à surveiller le respect de l'interdiction des vols au-dessus de la Bosnie-Herzégovine, appelant toutes les parties à coopérer avec la FORPRONU dans le processus de surveillance.
Le Conseil a autorisé les États membres à, après sept jours après l'adoption de la résolution 816, veiller tous au respect de cette résolution. Il a également exhorté les États membres à coopérer avec la FORPRONU dans le cadre des mesures qu'ils ont prises pour mettre en œuvre la résolution actuelle et, en le cas où les coprésidents du Comité directeur de la Conférence internationale sur l'ex-Yougoslavie informeraient le Conseil que toutes les parties bosniennes ont accepté leurs propositions de règlement de la situation, les mesures énoncées dans la présente résolution seront intégrées aux mesures de mise en œuvre dudit règlement.
La résolution se termine en demandant au secrétaire général Boutros Boutros-Ghali de faire rapport au Conseil sur les mesures prises par les États membres pour appliquer la résolution actuelle.
La résolution 816 a été adoptée par 14 voix contre zéro, avec une abstention de la Chine, en raison de ses réserves sur l'autorisation du recours à la force.

## Voir également
- Dislocation de la Yougoslavie
- Guerre de Bosnie-Herzégovine
- Guerre de Croatie
- Guerres de Yougoslavie